# Ian Wilmut
Ian Wilmut, OBE FRS FMedSci FRSE (Hampton Lucy, 7 de julho de 1944 – 10 de setembro de 2023) foi um biólogo, embriologista, pesquisador e professor universitário escocês.
Chefe de pesquisas na Scottish Centre for Regenerative Medicine e na Universidade de Edimburgo, Ian ganhou notoriedade como o líder do grupo de pesquisas responsável pelo primeiro clone de um mamífero adulto, em 1996, uma ovelha Finnish Dorset chamada Dolly.
Recebeu a Ordem do Império Britânico em 1999 por serviços prestados ao desenvolvimento do embrião. Em dezembro de 2007 foi anunciado que receberia a honra de cavaleiro britânico no 2008 New Year Honours.
Recebeu também Prêmio Paul Ehrlich e Ludwig Darmstaedter de 2005.

## Biografia
Wilmut nasceu na vila de Hampton Lucy, em Warwickshire, Inglaterra, em 1944. Seu pai, Leonard Wilmut, era um professor de matemática que sofreu de diabetes por 50 anos, o que acabou lhe causando cegueira. Wilmut estudou em Scarborough, na Graham School, onde seu pai lecionava. Inicialmente, Wilmut pretendia seguir uma carreira na Marinha, mas foi impedido de se alistar por ser daltônico. Trabalhou em uma fazenda durante os finais de semana quando adolescente, o que o inspirou a buscar o curso de agronomia na Universidade de Nottingham.
Em 1966, Wilmut trabalhou por dois meses no laboratório do biólogo inglês Christopher Polge, responsável pelo desenvolvimento da criopreservação, em 1949. No ano seguinte, Wilmut trabalharia em seu doutorado, sob a supervisão de Polge, pelo Darwin College, na Universidade de Cambridge, onde defendeu tese sobre a criopreservação de sêmen.

## Carreira
Após o doutorado, Wilmut trabalharia com gametas e embriogênese, trabalhando principalmente no Roslin Institute, na Universidade de Edimburgo. Foi líder do grupo de pesquisa que em 1996 clonou o primeiro mamífero, uma ovelha chamada Dolly. Dolly morreu em 2003 devido a uma doença respiratória. Em 2008, Wilmut anunciou que abandonara a técnica de transferência nuclear de células somáticas, técnica que criou Dolly, por uma técnica alternativa desenvolvida por Shinya Yamanaka. Este método tem sido utilizado em ratos para derivar células-tronco pluripotentes a partir de células diferenciadas da pele adulta, contornando assim a necessidade de gerar células-tronco embrionárias. Wilmut acreditava que este método tem maior potencial para o tratamento de doenças degenerativas, como a Doença de Parkinson, e para tratar pacientes com acidente vascular cerebral e ataque cardíaco.

## Morte
Ian Wilmut morreu de complicações da Doença de Parkinson, em 10 de setembro de 2023, aos 79 anos.